# Лисівська сільська рада (Покровський район)
| Лисівська сільська рада — колишній орган місцевого самоврядування у Покровському районі Донецької області з адміністративним центром у с. Лисівка. Сільській раді підпорядковані населені пункти: - с. Лисівка - с. Гнатівка - с. Даченське - с. Зелене - с. Новий Труд - с. Новопавлівка - с. Новоукраїнка - с. Ріг - с. Сухий Яр - с-ще Чунишине |

## Склад ради
Рада складалася з 18 депутатів та голови.

## Керівний склад сільської ради
| ПІБ                      | Основні відомості                                                         | Дата обрання | Дата звільнення |
| ------------------------ | ------------------------------------------------------------------------- | ------------ | --------------- |
| Павленко Тетяна Іванівна | Сільський голова, 1956 року народження, освіта, позапартійна              | 26.03.2006   | 31.10.2010      |
| Павленко Тетяна Іванівна | Сільський голова, 1956 року народження, освіта вища, член Партії регіонів | 31.10.2010   |                 |

Примітка: таблиця складена за даними джерела